# 企鹅与水晶
《企鵝與水晶》（英文：The Pebble and the Penguin）是1995年由唐·布鲁斯和蓋瑞·歐德曼執導的美國獨立動畫音樂喜劇-冒險電影。電影講述一隻害羞口吃的阿德利企鵝胡比，為了向美麗的企鵝瑪麗娜示愛，試圖送她一顆從天而降的水晶，並保護她免於被邪惡企鵝德瑞克霸佔的故事。
在製作後期，米高梅電影公司大幅更動影片內容，導致唐·布魯斯和蓋瑞·高德曼退出製作並要求除名。兩人後來轉往福斯動畫工作室工作。
電影於1995年4月12日在美國由MGM/UA發行公司發行，遭遇影評惡評且票房慘敗，僅獲390萬美元票房，相較2800萬美元製作成本虧損嚴重。本片是唐·布魯斯有限公司破產停業前的最後一部作品。

## 劇情
在南極洲，阿德利企鵝有個傳統：求偶季節時，雄性企鵝會在海灘尋找石子作為求偶信物。滿月之夜，雄企鵝會向心儀的雌企鵝獻上石子求婚，若對方接受便結為伴侶。害羞善良的雄企鵝胡比愛上了棲息地最美麗的企鵝瑪麗娜，而瑪麗娜似乎也對他有好感。但胡比的死對頭德瑞克——一隻總是為所欲為的強壯企鵝——同樣覬覦著瑪麗娜。某夜，胡比與瑪麗娜互訴情意，但胡比苦於找不到合適的求婚石子。他向星星許願後，天上掉下一顆美麗的綠寶石水晶。隔日清晨，胡比興奮地尋找瑪麗娜時被德瑞克攔截，後者強索水晶未果，將胡比扔進海裡。胡比險些被豹斑海豹吃掉，最後爬上一塊浮冰，卻因此漂離南極洲。
三天後，胡比被人類捕獲並帶往動物園的船上，結識了脾氣暴躁的北跳岩企鵝洛克。透過水晶，胡比看見德瑞克正威脅瑪麗娜，若拒絕求愛就要將她逐出棲息地。胡比帶著洛克逃離船隻，在沙灘暫避。洛克不情願地透露自己想飛翔並生活在熱帶的夢想。胡比虛構出會飛的企鵝華爾多，說服洛克協助他返回南極洲。洛克雖識破謊言，但被胡比返回瑪麗娜身邊的決心感動而留下。兩人在逃脫豹斑海豹追捕後情誼更深，卻又遭遇虎鯨群襲擊。混亂中胡比的水晶遺失，洛克也失蹤，胡比以為他已遇害。
胡比找到德瑞克並在決鬥中擊敗他。當胡比與瑪麗娜重逢時，逃過虎鯨攻擊的洛克驚喜現身。德瑞克再度出現欲殺害三人，卻導致冰塔崩塌將自己活埋。逃亡期間，洛克奇蹟般飛起救了胡比和瑪麗娜。將他們帶回求偶儀式後，洛克出示他救回的水晶，鼓勵胡比求婚。瑪麗娜接受求婚，表示她愛胡比勝過水晶，兩人終成眷屬。洛克決定留在南極洲，教導胡比與瑪麗娜的後代飛翔。

## 配音陣容
- 馬丁·肖特 配音 胡比，害羞善良的阿德利企鵝
- 安妮·高登 配音 瑪麗娜，美麗的雌性阿德利企鵝
- 詹姆斯·貝魯西 配音 洛克，固執但忠誠的北跳岩企鵝
- 提姆·柯瑞 配音 德瑞克，傲慢惡毒的阿德利企鵝

其他配音演員包含艾莉莎·金、史提夫·瓦蘭斯等

## 製作
《動畫電影指南》指出：「鑑於迪士尼《美女與野獸》的藝術與商業成功，唐·布魯斯和蓋瑞·高德曼決定同時吸引約會族群與學齡前觀眾」。本片原定1994年夏季上映，後為避開《獅子王》等強片延至1995年4月。

## 反響

### 票房
電影票房僅390萬美元，但透過家庭影帶獲得 cult 地位。

### 評價
爛番茄新鮮度31%（13評）。羅傑·伊伯特批評歌曲平庸、故事愚蠢，並質疑角色膚色隱含種族偏見。

### 獎項
2007年DVD版曾獲衛星獎「最佳青少年DVD」提名。